# راميغالا
راميغالا (بالإنجليزية: Ramygala) هي منطقة سكنية تقع في ليتوانيا في Panevėžys district municipality. يقدر عدد سكانها بـ 1,678 نسمة .